# Ahsen-Oetzen
Ahsen-Oetzen ist ein Ortsteil der Gemeinde Thedinghausen in der Samtgemeinde Thedinghausen im niedersächsischen Landkreis Verden. 

## Geschichte
Ahsen-Oetzen entstand auf Inseln innerhalb von Weserarmen und kann als Schwarmsiedlung bezeichnet werden. Oetzen wird erstmals 1250 und Ahsen 1534 urkundlich erwähnt. Durch das Gesetz über die Neugliederung der Gemeinden im Raum Verden vom 6. April 1972 wurden am 1. Juli 1972 die Gemeinden Ahsen-Oetzen, Morsum, Beppen und Wulmstorf zur neuen Gemeinde Morsum zusammengeschlossen. Seit dem 1. November 2006 bildet Morsum mit Thedinghausen die neue vergrößerte Gemeinde Thedinghausen.

## Geografie

### Lage
Ahsen-Oetzen liegt im nordöstlichen Bereich der Gemeinde Thedinghausen, 3,5 km östlich vom Kernort Thedinghausen entfernt.

### Flüsse
Die Weser fließt von Oetzen aus nordöstlich in 1 km Entfernung.

### Nachbarorte
Nachbarorte sind – von Norden aus im Uhrzeigersinn – Morsum, Holtorf, Lunsen und Werder. Es sind alles Ortsteile von Thedinghausen.

## Infrastruktur

### Verkehr

#### Straßen
Ahsen-Oetzen liegt an der L203, die von Thedinghausen nach Verden (Aller) führt und bei Groß Hutbergen die Weser überquert.
Ansonsten liegt Ahsen-Oetzen fernab des großen Verkehrs. Die A27 verläuft 7 km entfernt nördlich. Die von Rotenburg (Wümme) über Verden (Aller) und Nienburg (Weser) nach Minden führende B 215 verläuft östlich, 11 km entfernt.

### Fähre
Seite der Mitte des 18. Jahrhunderts bis 1959 gab es an der Weser zwischen Grinden (Gemeinde Langwedel) und Ahsen (Gemeinde Morsum) eine Fährstelle mit bis zu vier Handkähnen und einer Prahmfähre für die Landwirte, die zu beiden Seiten der Weser Land bewirtschafteten. Seit 2005 gibt es wieder eine Fähre als touristische Attraktion.

### Vereine
- Fährverein Hagen-Grinden / Ahsen-Oetzen e.V.